# کاتر کلاس سنتینل
کاتر کلاس سنتینل (به انگلیسی: Sentinel-class cutter) یک کلاس از کشتی است که طول آن ۴۶٫۸ متر (۱۵۴ فوت) می‌باشد.